# Guy Hersant (homme politique)
Pour les articles homonymes, voir Guy Hersant (homonymie) et Hersant (homonymie).
Guy Hersant, né le 18 mai 1918 à Dijon et mort le 23 décembre 2011 à Ramonville-Saint-Agne, est un homme politique français. Il est brièvement maire de Toulouse en 2001.

## Biographie

### Parcours politique
Il est élu conseiller municipal sur la liste de Pierre Baudis en 1971.
Après la démission de Dominique Baudis, consécutive à sa nomation comme président du Conseil supérieur de l'audiovisuel, Guy Hersant est élu maire par les membres du conseil municipal de Toulouse. Il assure alors la transition jusqu'à l'élection de Philippe Douste-Blazy deux mois plus tard.

### Famille
Il est le père de la femme politique Françoise Pouget.